# Masholm
Masholm (på dansk også Måsholm, Maesholm og sjælden Moseholm, tysk: Maasholm) er en landsby og kommune beliggende på en halvø tæt ved Sliens munding i Østersøen i det østlige Angel i Sydslesvig. Administrativt hører kommunen under Slesvig-Flensborg Kreds i den nordtyske delstat Slesvig-Holsten. Kommunen samarbejder med kommunerne i omegnen i Gelting Bugt kommunefællesskab (Amt Geltinger Bucht). I kirkelig henseende hører landsbyen historisk under Kappel Landsogn, senere dannede Masholm et egen sogn. Kappel Sogn lå i den danske tid indtil 1864 i Kappel Herred (oprindelig Ny Herred, Flensborg Amt, Sønderjylland).

## Geografi
Byen er beliggende på en halvø i Slien. Halvøen er afgrænset af Vormshoved Nor mod vest og den åbne fjord mod øst (→Masholm Bredning, på tysk Maasholmer Breite). Nær landsbyen ligger den lille bebyggelse Eghoved (Exhöft, tidligere på tysk Eckshöved), den lille ø Flintholm samt Ø gods (tysk Oehe). Nordøst for landsbyen munder den lille Søbæk (Seebek) ud i Slien.
Masholm har en betydelig fiskerihavn  og et fiskerøgeri. Turismen er en vigtig indtægtskilde. Der er en lystbådehavn med 450 liggepladser, en surf og sejlerskole, sejlbådsudlejning, yachthandel, værft og bådemotorservice. Masholms havn er udgangspunkt for udflugtsture og havfiskeri. Den 180 kilometer lange cykelsti "Wikinger-Friesen-Weg" (Viking-Frisere-Vej), der følger vikingernes og frisernes handelsvej langs med fjorden Slien og floderne Trenen og Ejderen begynder her.
1997 åbnede Masholm Kommune sammen med partnere indenfor forskning, naturbeskyttelse og turisme en naturoplevelsespark i et tidligere militærområde i umiddelbar nærhed af Østersøstranden og fuglebeskyttelsesområdet Oehe-Schleimünde. Fra april til oktober har parkens informationshytte åbent.

## Historie
På sydkysten af den tidligere ø Ø (på dansk også Gade, tysk Oehe), der stadig ligger i kommunens område, lå der en vikingebebyggelse. Selve landsbyen blev første gang nævnt på skrift i 1649 som Maes. Stednavnet Mas eller Mås betyder sumpet skovområde, som landsbyen her var omgivet af. Navneledet er identisk med dansk mose. Byen kom derfor på dansk også til at hedde Moseholm.
Efter store oversvømmelser omkring 1700 blev landsbyen under navnet Masholm genopbygget ved indbyggernes eget initiativ. I 1701 fik Masholms beboere retten til fiskeri i Slien og Olpenæs nor.
Byens kirke (Peterskirken) blev indviet i 1952.
- Kommunens beliggenhed i Slesvig-Flensborg kreds
- Masholm Havn
- Søredningsstationen fra 1918.
- Parti af den gamle bådehavn
- Masholm Kirke (St. Petri-Kirche).
- Rådhuset
- Smedegade (Schmiedestraße).
- Vestergade 2
- Nordøst for Masholm munder Søbækken ud i Slien